# Bocadillo
A bocadillo egy latin-amerikai édesség, ami a guáva gyümölcséből és cukornád cukorjából készül. Sokszor bijao-, kukorica- vagy banánlevélbe csomagolják. Hasonló a birsalmasajthoz.
Kolumbiában a guáva gyümölcshúsából készítik, és általában sajttal vagy dulce de lechével kombinálják.  Ecuadorban, Panamában és Venezuelában a guáva mellett banánból és ananászból is készítik.  Costa Ricán főleg guávából készül, bár más gyümölcsöket is használnak, például eper, szeder, birsalma, ananász és grapefruit; néha zöldségeket is, mint az édesburgonya, amelyet sokféleképpen fogyasztanak, sajt vagy cajeta kíséretében.

## Kolumbiában
A Santander megyei Vélez községben 1610 óta készítenek konzerveket. 1870-ben kezdődött a guávalekvár és guávadesszertek gyártása. A mai típusú bocadillo gyártása 1950 körül kezdődött.
A hozzávalókat vízben, alacsony lángon és állandó kevergetés mellett főzik; ez tömény masszát képez, ami hasonló a birsalmasajthoz.
Hagyományosan úgy készül, hogy 5 cm × 3 cm × 2 centiméteres darabokra vágják, bár ezek a méretek a gyártótól függően változhatnak. A téglalap formákat bijao vagy kukorica száraz leveleibe csomagolják, és fadobozokba rendezik, ha a gyártás kézzel történik. Azokat, amelyek nagyipari módon készülnek, és különösen a belföldi vagy az exportpiacnak szánják, általában műanyag lapokba és kartondobozokba csomagolják.

## Fordítás
Ez a szócikk részben vagy egészben  a   Bocadillo (dulce) című spanyol Wikipédia-szócikk ezen változatának fordításán alapul.  Az eredeti cikk szerkesztőit annak laptörténete sorolja fel. Ez a jelzés csupán a megfogalmazás eredetét és a szerzői jogokat jelzi, nem szolgál a cikkben szereplő információk forrásmegjelöléseként.

## Kapcsolódó szócikk
- Birsalmasajt